# Liste der Stolpersteine in Essen – Bezirk IV
Die Liste der Stolpersteine in Essen enthält alle Stolpersteine, die im Rahmen des gleichnamigen Projekts von Gunter Demnig in Essen verlegt wurden. Mit ihnen soll an Opfer des Nationalsozialismus erinnert werden, die in Essen lebten und wirkten.

## Schönebeck
| Adresse                  | Verlegedatum  | Inschrift/Name | Bild | Anmerkung |
| ------------------------ | ------------- | --- | ---- | --- |
| Aktienstraße 160 ·       | 13. Apr. 2006 | HIER WOHNTE EMIL GUTTEK JG. 1904 VERHAFTET/ZUCHTHAUS STRAFBATAILLON 999 GEFALLEN 23.5.1944                                                                 |      | Emil Guttek (* 4. September 1904) war am Aufbau einer Widerstandsgruppe beteiligt, wurde entdeckt und in die Strafdivision 999 versetzt. Er fiel am 23. Mai 1944. |
| Altendorfer Straße 493 · | 13. Apr. 2006 | HIER WOHNTE JOSEF BAUERNFEIND JG. 1876 INHAFTIERT 1933 ERSCHLAGEN VON SA 9.8.1933                                                                          |      | Josef Bauerfeind (* 11. Juli 1876) war Mitglied der Partei KPD und somit Terror und Folter durch Schutzstaffel und Sturmabteilung ausgesetzt. Er wurde am 9. August 1933 von SA-Leuten wegen seiner politischen Arbeit ermordet. |
| Altendorfer Straße 557 · | 13. Apr. 2006 | HIER WOHNTE THEODOR HÖLTER JG. 1899 VERHAFTET TOT 23.3.1944                                                                                                |      | Theodor Hölter (* 20. Juli 1899) war Zeuge Jehovas und kam am 23. März 1944 während der Untersuchungshaft in Düsseldorf um. In der Gestapo-Akte wird er wie folgt zitiert: „Weil meiner festen Überzeugung nach das ‚Heil‘ letzten Endes nur von Christus ausgeht, lehne ich auch den Gruß ‚Heil Hitler‘ ab; ich erblicke in diesem Gruß eine Verherrlichung eines einzelnen Menschen und darüber hinaus eines Systems, die keinem irdischen Wesen zukommt.“ |
| Herbrüggenstraße 91 ·    | 8. Dez. 2018  | HIER WOHNTE MARTIN MENKE JG. 1881 EINGEWIESEN 1936 AUGUST-THYSSEN-STIFT HEILANSTALT BEDBURG-HAU 'VERLEGT' 7.3.1940 GRAFENECK ERMORDET 7.3.1940 'AKTION T4' |      | Martin Menke (* 23. März 1881 in Delbrück) arbeitete auf einer Zeche, war verheiratet und hatte vier Kinder. Im Juli 1917 verlor er bei einem Unfall das rechte Bein. Als im September 1932 seine Frau starb, wurde er von wechselnden Instituten betreut. Zunächst kam er kurzzeitig in ein Pflegeheim, dann zu seiner Tochter, 1936 ins August-Thyssen-Stift. Im Laufe der Zeit verschlechterte sich seine psychische Lage, 1937 wurde er als „auffällig“ diagnostiziert und später in die Heilanstalt Bedburg-Hau überstellt. Am 6. März 1940 wurde er im Sammeltransport mit anderen Kranken in die Euthanasieanstalt Grafeneck gebracht und am darauf folgenden Tag getötet. |

## Frintrop
| Adresse       | Verlegedatum | Inschrift/Name | Bild | Anmerkung |
| ------------- | ------------ | --- | ---- | --- |
| Höhenweg 30 · | 23. Mai 2018 | HIER WOHNTE HEINRICH IMBUSCH JG. 1878 IM WIDERSTAND CHRISTLICHE GEWERKSCHAFT FLUCHT 1933 SAARLAND LUXEMBURG/BELGIEN 1942 HEIMKEHR VERSTECKT GELEBT TOT 16.1.1945 |      | Heinrich Imbusch (* 1. September 1878 in Oberhausen) begann nach Ende der Schulzeit eine Ausbildung im Bergbau. 1897 trat er zusammen mit seinem Bruder Hermann dem Gewerkverein Christlicher Bergarbeiter bei. Heinrich Imbusch war 1904 Redakteur und Nachfolger von August Brust bei der Verbandszeitschrift „Der Bergknappe“. Von 1919 bis 1933 war er Erster Vorsitzender des Gewerkvereins christlicher Bergarbeiter und Vorstandsmitglied des Gesamtverbandes der christlichen Gewerkschaften. Nach dem Verbot der Gewerkschaften floh er Mitte Mai 1933 in die Niederlande und später ins Saargebiet. 1935 floh er weiter nach Luxemburg und von dort 1940 über Südfrankreich nach Belgien. 1942 kehrte er nach Deutschland zurück und wurde von Freunden bis zum Kriegsende versteckt. Er starb wenige Monate vor Kriegsende im Keller des Elisabeth-Krankenhauses in Essen an einer Lungenentzündung und Entkräftung. Im Zuge einer Baumaßnahme wurde der Stolperstein im Juni 2021 entfernt und wird zum Ende der Baumaßnahme 2023 wieder an der Stelle verlegt.[veraltet] |

## Dellwig
| Adresse          | Verlegedatum  | Inschrift/Name                                                                     | Bild | Anmerkung |
| ---------------- | ------------- | ---------------------------------------------------------------------------------- | ---- | --- |
| Rauchstraße 17 · | 13. Apr. 2006 | HIER WOHNTE HILDEGARD GANS GEB. SEELMANN JG. 1919 DEPORTIERT ERMORDET IN AUSCHWITZ |      | Johanna Seelmann, geborene Salomon (* 10. September 1874 in Treis Mosel) kam mit ihren Töchtern Regina Rosa Wijnhuisen, geborene Seelmann (* 5. März 1907 in Essen), und Hildegard Gans, geborene Seelmann (* 29. November 1919 in Essen), in die Niederlande. Dort hatte Rosa 1938 geheiratet und 1939 Schwester und Mutter nachgeholt. 1940 überfiel Deutschland während des Zweiten Weltkriegs unter anderem Frankreich, Belgien und die Niederlande. Hildegard Gans wurde 1942 nach Auschwitz deportiert und dort am 15. Oktober 1942 ermordet. Johanna Seelmann und Rosa Wijnhuisen wurden am 25. Mai 1943 ins Vernichtungslager Sobibor deportiert und dort am 28. Mai 1943 ermordet. |
| Rauchstraße 17 · | 13. Apr. 2006 | HIER WOHNTE JOHANNA SEELMANN JG. 1875 DEPORTIERT ERMORDET IN SOBIBOR               |      | Johanna Seelmann, geborene Salomon (* 10. September 1874 in Treis Mosel) kam mit ihren Töchtern Regina Rosa Wijnhuisen, geborene Seelmann (* 5. März 1907 in Essen), und Hildegard Gans, geborene Seelmann (* 29. November 1919 in Essen), in die Niederlande. Dort hatte Rosa 1938 geheiratet und 1939 Schwester und Mutter nachgeholt. 1940 überfiel Deutschland während des Zweiten Weltkriegs unter anderem Frankreich, Belgien und die Niederlande. Hildegard Gans wurde 1942 nach Auschwitz deportiert und dort am 15. Oktober 1942 ermordet. Johanna Seelmann und Rosa Wijnhuisen wurden am 25. Mai 1943 ins Vernichtungslager Sobibor deportiert und dort am 28. Mai 1943 ermordet. |
| Rauchstraße 17 · | 13. Apr. 2006 | HIER WOHNTE ROSI WEINHUISEN GEB. SEELMANN JG. 1907 DEPORTIERT ERMORDET IN SOBIBOR  |      | Johanna Seelmann, geborene Salomon (* 10. September 1874 in Treis Mosel) kam mit ihren Töchtern Regina Rosa Wijnhuisen, geborene Seelmann (* 5. März 1907 in Essen), und Hildegard Gans, geborene Seelmann (* 29. November 1919 in Essen), in die Niederlande. Dort hatte Rosa 1938 geheiratet und 1939 Schwester und Mutter nachgeholt. 1940 überfiel Deutschland während des Zweiten Weltkriegs unter anderem Frankreich, Belgien und die Niederlande. Hildegard Gans wurde 1942 nach Auschwitz deportiert und dort am 15. Oktober 1942 ermordet. Johanna Seelmann und Rosa Wijnhuisen wurden am 25. Mai 1943 ins Vernichtungslager Sobibor deportiert und dort am 28. Mai 1943 ermordet. |

## Borbeck-Mitte
| Adresse                        | Verlegedatum  | Inschrift/Name | Bild | Anmerkung |
| ------------------------------ | ------------- | --- | ---- | --- |
| Borbecker Platz 2 ·            | 15. Nov. 2015 | HIER WOHNTE MANFRED LOEWENTHAL JG. 1922 FLUCHT/BELGIEN DEPORTIERT AUSCHWITZ ERMORDET 14.9.1942                        |      | Die Familie Loewenthal bestand aus Vater Sally Loewenthal (* 18. Dezember 1883 in Ratingen), seiner Frau Ernestine „Erna“ Loewenthal, geborene Heymann (* 17. März 1888 in Kerpen) und Sohn Manfred Loewenthal (* 7. Februar 1922 in Essen). Manfred Loewenthal besuchte nach dem Gymnasium 1938 eine Mechanikerschule in Lüttich. Sally Loewenthal war Geschäftsführer des Herrenkonfektionsgeschäfts der Gebrüder Salomon. Das Geschäft wurde in der Pogromnacht 1938 zerstört und geplündert. Ernestine und Sally Loewenthal kamen zunächst in das Konzentrationslager Dachau, bevor sie am 27. Oktober 1941 nach Łodz gebracht wurden, wo sie im folgenden Jahr ermordet wurden. Manfred wurde aus Belgien schließlich am 4. August 1942 nach Auschwitz deportiert, wo er im folgenden Monat ermordet wurde. |
| Borbecker Platz 2 ·            | 15. Nov. 2015 | HIER WOHNTE SALLY LOEWENTHAL JG. 1885 DEPORTIERT 1941 ŁODZ ERMORDET 25.6.1942                                         |      | Die Familie Loewenthal bestand aus Vater Sally Loewenthal (* 18. Dezember 1883 in Ratingen), seiner Frau Ernestine „Erna“ Loewenthal, geborene Heymann (* 17. März 1888 in Kerpen) und Sohn Manfred Loewenthal (* 7. Februar 1922 in Essen). Manfred Loewenthal besuchte nach dem Gymnasium 1938 eine Mechanikerschule in Lüttich. Sally Loewenthal war Geschäftsführer des Herrenkonfektionsgeschäfts der Gebrüder Salomon. Das Geschäft wurde in der Pogromnacht 1938 zerstört und geplündert. Ernestine und Sally Loewenthal kamen zunächst in das Konzentrationslager Dachau, bevor sie am 27. Oktober 1941 nach Łodz gebracht wurden, wo sie im folgenden Jahr ermordet wurden. Manfred wurde aus Belgien schließlich am 4. August 1942 nach Auschwitz deportiert, wo er im folgenden Monat ermordet wurde. |
| Borbecker Platz 2 ·            | 15. Nov. 2015 | HIER WOHNTE ERNERSTINE LOEWENTHAL GEB. HEYMANN JG. 1888 DEPORTIERT 1941 ŁODZ ERMORDET 24.7.1942                       |      | Die Familie Loewenthal bestand aus Vater Sally Loewenthal (* 18. Dezember 1883 in Ratingen), seiner Frau Ernestine „Erna“ Loewenthal, geborene Heymann (* 17. März 1888 in Kerpen) und Sohn Manfred Loewenthal (* 7. Februar 1922 in Essen). Manfred Loewenthal besuchte nach dem Gymnasium 1938 eine Mechanikerschule in Lüttich. Sally Loewenthal war Geschäftsführer des Herrenkonfektionsgeschäfts der Gebrüder Salomon. Das Geschäft wurde in der Pogromnacht 1938 zerstört und geplündert. Ernestine und Sally Loewenthal kamen zunächst in das Konzentrationslager Dachau, bevor sie am 27. Oktober 1941 nach Łodz gebracht wurden, wo sie im folgenden Jahr ermordet wurden. Manfred wurde aus Belgien schließlich am 4. August 1942 nach Auschwitz deportiert, wo er im folgenden Monat ermordet wurde. |
| Borbecker Platz 5 ·            | 15. Nov. 2005 | HIER WOHNTE ELLI LOEWENSTEIN GEB. HERZSTEIN JG. 1888 DEPORTIERT 1941 ERMORDET IN MINSK                                |      | Elly „Berta“ Loewenstein, geborene Herzstein (* 6. September 1888 in Witten) war verheiratet mit Max Loewenstein, Bruder von Eli Loewenstein. Max Loewenstein betrieb am Marktplatz in Borbeck das Geschäft „Gebrüder Loewenstein“. Elly und Max hatten drei Kinder. Im Februar 1931 musste die Familie das Geschäft aufgeben, kurz darauf nahm sich Max Loewenstein das Leben. Die älteste Tochter Edith konnte 1933 nach Frankreich flüchten, Tochter Gertrud 1938 schließlich nach Australien. Die dritte Tochter kam bei einem Autounfall ums Leben. In der Pogromnacht 1938 versteckte sich Elly auf dem Dachboden. Am 10. November 1941 wurde sie nach Minsk deportiert, wo sie an einem unbekannten Datum ermordet wurde. |
| Marktstraße 10 ·               | 15. Nov. 2005 | HIER WOHNTE ADOLF LOEWENSTEIN JG. 1889 DEPORTIERT 1942 ERMORDET IN IZBICA                                             |      | Adolf Loewenstein (* 6. Januar 1869 in Köln), Sohn von Philipp und Dina Loewenstein, lebte mit seiner Frau Johanna Loewenstein, geborene Hohenstein (* 25. Mai 1891 in Stettin) und dem Sohn Martin Loewenstein (* 6. Dezember 1929 in Essen) in der Rechtstraße 19, heute Rudolf-Heinrich-Straße. Die Familie besaß ein Geschäft für Herrenbekleidung, der Sohn besuchte den katholischen Kindergarten und später die katholische Volksschule. Adolf Loewenstein wurde in der Nacht vom 9. November 1938 festgenommen und ins KZ Dachau deportiert. Am 20. Dezember 1938 wurde er aufgrund einer Intervention der Gemeinde entlassen. Die Familie versuchte vergeblich, Ausreisedokumente zu erhalten. Später musste die Familie in die II. Weberstraße 1 umziehen, ein sogenanntes „Judenhaus“. Am 22. April 1942 wurde die Familie ins Ghetto Izbica deportiert, wo sie ermordet wurde. |
| Marktstraße 10 ·               | 15. Nov. 2005 | HIER WOHNTE MARTIN LOEWENSTEIN JG. 1929 DEPORTIERT 1942 ERMORDET IN IZBICA                                            |      | Adolf Loewenstein (* 6. Januar 1869 in Köln), Sohn von Philipp und Dina Loewenstein, lebte mit seiner Frau Johanna Loewenstein, geborene Hohenstein (* 25. Mai 1891 in Stettin) und dem Sohn Martin Loewenstein (* 6. Dezember 1929 in Essen) in der Rechtstraße 19, heute Rudolf-Heinrich-Straße. Die Familie besaß ein Geschäft für Herrenbekleidung, der Sohn besuchte den katholischen Kindergarten und später die katholische Volksschule. Adolf Loewenstein wurde in der Nacht vom 9. November 1938 festgenommen und ins KZ Dachau deportiert. Am 20. Dezember 1938 wurde er aufgrund einer Intervention der Gemeinde entlassen. Die Familie versuchte vergeblich, Ausreisedokumente zu erhalten. Später musste die Familie in die II. Weberstraße 1 umziehen, ein sogenanntes „Judenhaus“. Am 22. April 1942 wurde die Familie ins Ghetto Izbica deportiert, wo sie ermordet wurde. |
| Marktstraße 10 ·               | 15. Nov. 2005 | HIER WOHNTE JOHANNA LOEWENSTEIN GEB. HOHENSTEIN JG. 1891 DEPORTIERT 1942 ERMORDET IN IZBICA                           |      | Adolf Loewenstein (* 6. Januar 1869 in Köln), Sohn von Philipp und Dina Loewenstein, lebte mit seiner Frau Johanna Loewenstein, geborene Hohenstein (* 25. Mai 1891 in Stettin) und dem Sohn Martin Loewenstein (* 6. Dezember 1929 in Essen) in der Rechtstraße 19, heute Rudolf-Heinrich-Straße. Die Familie besaß ein Geschäft für Herrenbekleidung, der Sohn besuchte den katholischen Kindergarten und später die katholische Volksschule. Adolf Loewenstein wurde in der Nacht vom 9. November 1938 festgenommen und ins KZ Dachau deportiert. Am 20. Dezember 1938 wurde er aufgrund einer Intervention der Gemeinde entlassen. Die Familie versuchte vergeblich, Ausreisedokumente zu erhalten. Später musste die Familie in die II. Weberstraße 1 umziehen, ein sogenanntes „Judenhaus“. Am 22. April 1942 wurde die Familie ins Ghetto Izbica deportiert, wo sie ermordet wurde. |
| Marktstraße 15 ·               | 24. Jan. 2006 | HIER WOHNTE HUGO HIRSCH JG. 1887 DEPORTIERT 1942 ERMORDET IN IZBICA                                                   |      | Hugo Hirsch (* 7. Juni 1887 in Niederhofheim) und Jenny Hirsch, geborene Frank (* 7. Dezember 1885 in Essen) betrieben ein Damenmodengeschäft in der Marktstraße 15, Essen. Sie wurden am 22. April 1942 nach Izbica deportiert, wo sie an einem unbekannten Datum ermordet wurden. |
| Marktstraße 15 ·               | 24. Jan. 2006 | HIER WOHNTE JENNY HIRSCH GEB. FRANK JG.1885 DEPORTIERT 1942 ERMORDET IN IZBICA                                        |      | Hugo Hirsch (* 7. Juni 1887 in Niederhofheim) und Jenny Hirsch, geborene Frank (* 7. Dezember 1885 in Essen) betrieben ein Damenmodengeschäft in der Marktstraße 15, Essen. Sie wurden am 22. April 1942 nach Izbica deportiert, wo sie an einem unbekannten Datum ermordet wurden. |
| Marktstraße 24 ·               | 24. Jan. 2006 | HIER WOHNTE ALFRED VAN BIEMA JG. 1882 DEPORTIERT 1942 ERMORDET IN THERESIENSTADT                                      |      | Dr. Ing. Alfred van Biema (* 8. Dezember 1882 in Hannover) war Reichsoberbahnrat in Halle an der Saale. In den 1930er Jahren wohnte er zunächst in der Ruhrallee. Später zog er in das Haus von Elli Loewenstein. Van Biema fand tagsüber oft Schutz im Lutherhaus. Am 21. Juli 1942 wurde er über Theresienstadt nach Auschwitz-Birkenau geschafft, wo er ermordet wurde. |
| Marktstraße 26 ·               | 24. Jan. 2006 | HIER WOHNTE BERTA STERN JG. 1867 DEPORTIERT 1942 THERESIENSTADT ERMORDET 6.1.1943                                     |      | Berta Stern, geborene Jakobsberg (* 18. Oktober 1867 in Horn) lebte mit ihrem Mann Benedikt und Sohn Richard in Essen und betrieb ein Textilgeschäft. Ihr Geschäft wurde in der Pogromnacht 1938 zerstört und geplündert, sie mussten ihre Wohnung aufgeben und in ein so genanntes „Judenhaus“ in der Hindenburgstraße 22 ziehen. Sohn Richard Stern konnte mit seiner Frau Liselotte nach England flüchten, Berta und Benedikt wurden am 21. Juli 1942 nach Theresienstadt deportiert, wo sie am 6. Januar 1943 ermordet wurden. |
| Marktstraße 56 ·               | 24. Jan. 2006 | HIER WOHNTE CLEMENTINE GRÜNEBAUM GEB. PLAUT JG. 1871 DEPORTIERT 1942 ERMORDET IN THERESIENSTADT                       |      | Clementine Grünebaum, geborene Plaut (* 13. Dezember 1871 in Frankershausen) wurde am 27. April 1942 von der Borbecker Straße 111 in das Barackenlager Holbeckshof umgesiedelt. Von dort wurde sie am 20. Juli 1942 ins Ghetto Theresienstadt deportiert. Am 21. September 1942 wurde sie ins Vernichtungslager Treblinka transportiert und getötet. |
| Marktstraße 56 ·               | 24. Jan. 2006 | HIER WOHNTE ADELE SEELMANN JG. 1879 DEPORTIERT 1942 IZBICA ERMORDET                                                   |      | Adele Seelmann (* 10. Februar 1897 in Essen) war Tochter von Albert Seelmann und Schwester von Benedikt Seelmann, der mit Johanna Seelmann, geborene Salomon verheiratet war. Adele Seelmann wurde am 22. April 1942 in das Ghetto Izbica deportiert, wo sie ermordet wurde. |
| Neustraße 130a ·               | 13. Apr. 2006 | HIER WOHNTE EVELINE WINGEN JG. 1918 DEPORTIERT AUSCHWITZ ERMORDET 14.10.1942                                          |      | Eveline Wingen (* 14. Oktober 1918) war in der Volksopposition. Über ihr Schicksal ist kaum etwas bekannt. Sie wurde am 2. Oktober 1942 in Auschwitz-Birkenau ermordet. |
| Otto-Brenner-Straße 47 ·       | 13. Apr. 2006 | HIER WOHNTE GUSTAV LAZARUS JG. 1869 DEPORTIERT 1942 ERMORDET IN THERESIENSTADT                                        |      | Gustav Lazarus (* 18. April 1869 in Golkrath) war verheiratet mit Ida Lazarus, geborene Berghausen (* 28. Oktober 1872 in Frille). Ida Lazarus betrieb ein Fotostudio am Borbecker Platz 5, welches später arisiert wurde. Am 28. April 1942 wurden beide von der Prinzenstraße 7 in das Barackenlager Holbeckshof umgesiedelt. Von dort wurden sie am 21. Juli 1942 zunächst nach Theresienstadt deportiert, dann am 21. September 1942 in das Vernichtungslager Treblinka transportiert und ermordet. |
| Otto-Brenner-Straße 47 ·       | 13. Apr. 2006 | HIER WOHNTE IDA LAZARUS GEB. BERGHAUSEN JG. 1872 DEPORTIERT 1942 ERMORDET IN THERESIENSTADT                           |      | Gustav Lazarus (* 18. April 1869 in Golkrath) war verheiratet mit Ida Lazarus, geborene Berghausen (* 28. Oktober 1872 in Frille). Ida Lazarus betrieb ein Fotostudio am Borbecker Platz 5, welches später arisiert wurde. Am 28. April 1942 wurden beide von der Prinzenstraße 7 in das Barackenlager Holbeckshof umgesiedelt. Von dort wurden sie am 21. Juli 1942 zunächst nach Theresienstadt deportiert, dann am 21. September 1942 in das Vernichtungslager Treblinka transportiert und ermordet. |
| Rechtstraße 8 ·                | 24. Jan. 2006 | HIER WOHNTE LUDWIG GUTZMANN JG. 1902 VERHAFTET SACHSENHAUSEN ERMORDET 15.1.1935                                       |      | Ludwig Gutzmann (* 12. Januar 1932) war verheiratet und hatte drei Kinder. Er war Mitglied der KPD und nach dem Verbot der Parteien 1933 weiterhin politisch tätig. Daher wurde er wegen „Vorbereitung zum Hochverrat“ zu sieben Jahren Zuchthaus verurteilt und nach seiner Haftstrafe ins KZ Sachsenhausen überführt, wo er am 5. Januar 1943 ermordet wurde. |
| Rechtstraße / Gerichtsstraße · | 24. Jan. 2006 | HIER WOHNTE JOHANNES KLEIN JG. 1906 VERHAFTET/KZ STRAFBATAILLON 999 GEFALLEN DEZEMBER 1944                            |      | Johannes Klein (* 20. März 1906) war Mitglied der SPD und nach deren Verbot Teil der sozialdemokratischen Widerstandsgruppe, wurde 1935 verhaftet und von der Gestapo gefoltert, woraufhin er ein Jahr im Krankenhaus verbrachte. Anschließend musste er in die Strafdivision 999 und fiel am 19. Dezember 1944 in Jugoslawien. |
| Schmale Straße 7 ·             | 24. Jan. 2006 | HIER WOHNTE WILHELM WIENERT JG. 1888 MEHRFACH GESTAPOHAFT TOT AN HAFTFOLGEN 14.9.1945                                 |      | Wilhelm Wienert (* 26. Juni 1888) war in Borbeck als Heilpraktiker tätig, gehörte zur Volksopposition und äußerte sich wiederholt kritisch zur nationalsozialistischen Politik, weswegen er mehrfach ins Gefängnis kam. Er starb am 14. September 1945 an den Haftfolgen. |
| Weidkamp 8 ·                   | 24. Jan. 2006 | HIER WOHNTE FRANZ SCHIEREN JG. 1911 FLUCHT 1939 BELGIEN INTERNIERT WESTERBORK DEPORTIERT AUSCHWITZ ERMORDET 23.8.1942 |      | Lazarus Schieren (* 12. August 1875 in Neuss), Sohn von Abraham und Karolina Schieren, geborene Peltz, war verheiratet mit Helene Schieren, geborene Kaufmann (* 18. September 1872 in Goch), und hatte einen Sohn Franz Schieren (* 24. Januar 1911 in Essen), der verlobt war mit Ruth Garson. Lazarus und Helene Schieren betrieben das Modegeschäft „Gebrüder Kaufmann“ welches 1930 in Konkurs ging. Franz Schieren migrierte am 12. Januar 1938 nach Antwerpen. Dort war er als Sprachlehrer tätig. Nach dem Überfall der deutschen Truppen auf Belgien wurde Franz Schieren am 4. August 1942 nach Auschwitz deportiert. Dort wurde er am 23. August 1942 ermordet. Lazarus Schieren wurde vom 9. bis zum 19. November 1938 inhaftiert. Lazarus und Helene Schieren wurden am 28. April 1942 von der Lindenallee 63 ins Barackenlager Holbeckshof umgesiedelt und von dort am 20. Juli 1942 ins Ghetto Theresienstadt deportiert. Helene Schieren wurde am 25. Februar 1943 ermordet, ihr Mann Lazarus wurde im folgenden Jahr am 28. April 1944 ermordet. |
| Weidkamp 8 ·                   | 24. Jan. 2006 | HIER WOHNTE LAZARUS SCHIEREN JG. 1875 DEPORTIERT 1942 THERESIENSTADT TOT 28.4.1944                                    |      | Lazarus Schieren (* 12. August 1875 in Neuss), Sohn von Abraham und Karolina Schieren, geborene Peltz, war verheiratet mit Helene Schieren, geborene Kaufmann (* 18. September 1872 in Goch), und hatte einen Sohn Franz Schieren (* 24. Januar 1911 in Essen), der verlobt war mit Ruth Garson. Lazarus und Helene Schieren betrieben das Modegeschäft „Gebrüder Kaufmann“ welches 1930 in Konkurs ging. Franz Schieren migrierte am 12. Januar 1938 nach Antwerpen. Dort war er als Sprachlehrer tätig. Nach dem Überfall der deutschen Truppen auf Belgien wurde Franz Schieren am 4. August 1942 nach Auschwitz deportiert. Dort wurde er am 23. August 1942 ermordet. Lazarus Schieren wurde vom 9. bis zum 19. November 1938 inhaftiert. Lazarus und Helene Schieren wurden am 28. April 1942 von der Lindenallee 63 ins Barackenlager Holbeckshof umgesiedelt und von dort am 20. Juli 1942 ins Ghetto Theresienstadt deportiert. Helene Schieren wurde am 25. Februar 1943 ermordet, ihr Mann Lazarus wurde im folgenden Jahr am 28. April 1944 ermordet. |
| Weidkamp 8 ·                   | 24. Jan. 2006 | HIER WOHNTE HELENE SCHIEREN GEB. KAUFMANN JG. 1872 DEPORTIERT 1942 TOT IN THERESIENSTADT                              |      | Lazarus Schieren (* 12. August 1875 in Neuss), Sohn von Abraham und Karolina Schieren, geborene Peltz, war verheiratet mit Helene Schieren, geborene Kaufmann (* 18. September 1872 in Goch), und hatte einen Sohn Franz Schieren (* 24. Januar 1911 in Essen), der verlobt war mit Ruth Garson. Lazarus und Helene Schieren betrieben das Modegeschäft „Gebrüder Kaufmann“ welches 1930 in Konkurs ging. Franz Schieren migrierte am 12. Januar 1938 nach Antwerpen. Dort war er als Sprachlehrer tätig. Nach dem Überfall der deutschen Truppen auf Belgien wurde Franz Schieren am 4. August 1942 nach Auschwitz deportiert. Dort wurde er am 23. August 1942 ermordet. Lazarus Schieren wurde vom 9. bis zum 19. November 1938 inhaftiert. Lazarus und Helene Schieren wurden am 28. April 1942 von der Lindenallee 63 ins Barackenlager Holbeckshof umgesiedelt und von dort am 20. Juli 1942 ins Ghetto Theresienstadt deportiert. Helene Schieren wurde am 25. Februar 1943 ermordet, ihr Mann Lazarus wurde im folgenden Jahr am 28. April 1944 ermordet. |
| Weidkamp 9 ·                   | 24. Jan. 2006 | HIER WOHNTE JOHANNA BERGHAUSEN JG. 1869 DEPORTIERT 1942 THERESIENSTADT TOT 13.2.1943                                  |      | Johanna Berghausen (* 27. März 1869 in Frille) besaß im Weidkamp 9 eine Pension mit Mittagstisch. Sie musste am 29. April 1942 in das Barackenlager Holbeckshof umziehen und wurde am 21. Juli 1942 ins Ghetto Theresienstadt deportiert. Dort wurde sie am 13. Februar 1943 ermordet. |
| Weidkamp 9 ·                   | 24. Jan. 2006 | HIER WOHNTE ERNST LÖWENBERG JG. 1878 DEPORTIERT 1941 ERMORDET IN ŁODZ                                                 |      | Ernst Löwenberg (* 13. Januar 1878 in Osnabrück) kam 1903 nach Borbeck, arbeitete als Handlungsgehilfe und leitete die Buchhaltung in der Firma Gebrüder Loewenstein. Er wohnte im Haus Dionysiuskirchplatz 9, das den Loewensteins gehörte. Ernst Löwenberg wurde am 27. Oktober 1941 ins Ghetto Litzmannstadt deportiert, von dort im September 1942 ins Vernichtungslager Kulmhof, wo er ermordet wurde. |
| Weidkamp 129 ·                 | 13. Apr. 2006 | HIER WOHNTE ADELE BIESUNSKI JG. 1905 DEPORTIERT 1942 ERMORDET IN LODZ                                                 |      | Meska Adele Biesunski, geborene Langbeheim (* 8. Juli 1905 in Daugavpils, Lettland), heiratete 1923 Abraham Mordechai Biesunski. Sie zogen nach Essen und bekamen zwei Kinder. Ab 1936 wohnte die Familie im Weidkamp 129. Der Vater konnte mit den Kindern in die Schweiz flüchten. Adele Biesunski wurde am 27. Oktober 1941 ins Ghetto Litzmannstadt deportiert. Am 6. Mai 1942 kam sie ins Vernichtungslager Kulmhof, wo sie am darauf folgenden Tag ermordet wurde. |
| Wüstenhöferstraße 221 ·        | 24. Jan. 2006 | HIER WOHNTE ARTHUR SALZMANN JG. 1880 DEPORTIERT 1941 ERMORDET IN LODZ                                                 |      | Arthur Salzmann (* 14. März 1880 in Stettin), Sohn von Sally und Paula Salzmann, geborene Gerson, war verheiratet mit Betty Salzmann, geborene Klestadt. Er diente im Ersten Weltkrieg, an dessen Ende seine Frau Betty starb und er seine Schwägerin Emilie Klestadt heiratete. Die Familie Salzmann wohnte mit den Kindern Werner und Ruth aus erster und Ursula aus zweiter Ehe seit 1910 in der Wüstenhöferstraße 221 in Essen-Borbeck. Arthur Salzmann leitete zunächst die Möbelabteilung der Gebrüder Loewenstein in der Gerichtsstraße 42 und machte sich 1928 mit diesem Geschäft selbstständig. Im Februar 1938 war er aufgrund der Arisierung gezwungen, sein Geschäft zu verkaufen. Am 27. Oktober 1941 wurde er ins Ghetto Litzmannstadt deportiert, von dort am 7. Mai 1942 ins Vernichtungslager Kulmhof, wo er am darauf folgenden Tag ermordet wurde. |

## Bochold
| Adresse                     | Verlegedatum  | Inschrift/Name | Bild | Anmerkung |
| --------------------------- | ------------- | --- | ---- | --- |
| Altendorfer Straße 568 ·    | 13. Apr. 2006 | HIER WOHNTE KARL LOMBERG JG. 1891 IM WIDERSTADT/KPD SEIT 1933 MEHRMALS 'SCHUTZHAFT' 1944 'VORBEREITUNG ZUM HOCHVERRAT' HINGERICHTET 20.10.1944 MÜNCHEN/STADELHEIM             |      | Karl Lomberg (* 16. Januar 1891) war Mitglied der KPD und schloss sich später einer Widerstandsgruppe um den Bergmann und Widerstandskämpfer Franz Zielasko an. Karl Lomberg wurde verhaftet, vom Volksgerichtshof Berlin wegen „Vorbereitung zum Hochverrat“ zum Tode verurteilt und am 20. Oktober 1944 in der Justizvollzugsanstalt München hingerichtet. Der Stein wurde am 1. Juli 2017 neu verlegt, da der Text angepasst wurde. |
| Bocholder Straße 296 ·      | 13. Apr. 2006 | HIER WOHNTE ANTON DEUTER JG. 1882 VERHAFTET KZ BUCHENWALD ERMORDET 4.10.1938                                                                                                  |      | Anton Deuter (* 28. August 1882) war Mitglied der KPD und wurde deswegen nach 1936 politisch verfolgt. Im Zuchthaus Herford traf Anton Deuter auf den Sozialdemokraten und Betriebsratsvorsitzenden Otto Meister. Anton Deuter wurde am 4. Oktober 1938 im KZ Buchenwald ermordet. |
| Germaniastraße ·            | 24. Jan. 2006 | HIER WOHNTE MORITZ ROSENBAUM JG. 1879 DEPORTIERT 1942 ERMORDET IN THERESIENSTADT                                                                                              |      | Moritz Rosenbaum (* 7. Dezember 1879 in Herbede), Sohn von Abraham und Julia Rosenbaum, geborene Grünbaum, war wie Eli Loewenstein im Krankenhaus Haus Berge versorgt worden. Er wurde am 21. Juli 1942 nach Theresienstadt deportiert und am 23. Januar 1943 ermordet. |
| Germaniastraße ·            | 24. Jan. 2006 | HIER WOHNTE ELI LOEWENSTEIN JG. 1883 DEPORTIERT 1942 ERMORDET IN THERESIENSTADT                                                                                               |      | Eli Loewenstein (* 25. September 1883 in Bochum) war der Sohn von Jacob und Ester und der Bruder von Max Loewenstein. Für Elli Loewenstein, die Frau von Max, gibt es einen Stolperstein am Borbecker Platz 2. Eli Loewenstein war körperbehindert und war im Krankenhaus Haus Berge eingewiesen. |
| Germaniastraße ·            | 19. Mai 2022  | HIER WOHNTE KARL KAHN JG. 1880 SEIT 1928 VERSCHIEDENE HEILANSTALTEN DEPORTIERT 1941 ŁODZ/LITZMANNSTADT ERMORDET MAI 1942 CHELMNO/KULMHOF                                      |      | Karl Kahn (* 24. November 1880 in Bad Kreuznach) war der Sohn von Isaac und Rosa Kahn (geb. Levy). Karl Kahn erlitt im Alter von etwa fünf Jahren ein Schädeltrauma nach einem Sturz aus dem dritten Stockwerk. Sein Vater starb 1909, im Dezember 1921 starb auch seine Mutter. Es ist bekannt, dass Karl Kahn etwa 1925 in der Bäckerei Ettelshofen in Oberhausen gearbeitet und wahrscheinlich bei seiner Schwester Martha Kahn gelebt hat. Bis zu seiner Aufnahme in die Pflegeanstalt Grafenberg am 2. Juli 1928 hat er bei seinem Bruder Max in der Dreilindenstraße 90 gewohnt. Etwa ein Jahr später wurde er am 29. Oktober 1929 in die Pflegeanstalt Badburg-Hau verlegt. Mit 56 Jahren kam er am 16. Juli 1937 in das Katholische Seniorenstift Haus Berge, von dort wurde er am 27. Oktober 1941 über den Güterbahnhof Derendorf in Ghetto Litzmannstadt deportiert von wo er schließlich im Mai 1942 ins Vernichtungslager Kulmhof transportiert und ermordet wurde. |
| Hafenstraße 27 ·            | 13. Apr. 2006 | HIER WOHNTE CHAIM SCHWARZ JG. 1898 FLUCHT 1933 ? ? ? |      | Chaim Schwarz (* 1. April 1898) war seit 1923 in der KPD. März 1933 wurde er im Büro der Revolutionären Gewerkschafts-Opposition in Essen verhaftet. Er wurde im September 1933 entlassen und emigrierte zunächst in die Schweiz, danach nach Frankreich. Heinz Renner traf ihn 1939 in Paris. Chaim Schwartz wurde am 4. März 1943 vom Durchgangslager Drancy in Paris nach Vernichtungslager Sobibor deportiert. |
| Haus-Berge-Straße 204 ·     | 13. Apr. 2006 | HIER WOHNTE EMMA CAHN JG. 1870 DEPORTIERT 1942 ERMORDET IN THERESIENSTADT |      | Emma Cahn (* 20. März 1870 in Erle) und Jettchen Chan (* 4. Juni 1872 in Erle) wohnten mit Adelheid Dublon (* 17. November 1908) zusammen. Emma und Jettchen Cahn hatten in Essen einen Kurzwarenladen. Am 27. April 1942 mussten sie ins Barackenlager Holbeckshof ziehen. Als sie im Juli 1942 nach Theresienstadt deportiert wurden, waren sie bereits 72 bzw. 70 Jahre alt. Über Adelheid Dublon, die mit im Haushalt gelebt hatte und gemeinsam mit ihnen deportiert wurde, ist nichts Weiteres bekannt. |
| Haus-Berge-Straße 204 ·     | 13. Apr. 2006 | HIER WOHNTE JETTCHEN CAHN JG. 1872 DEPORTIERT 1942 ERMORDET IN THERESIENSTADT                                                                                                 |      | Emma Cahn (* 20. März 1870 in Erle) und Jettchen Chan (* 4. Juni 1872 in Erle) wohnten mit Adelheid Dublon (* 17. November 1908) zusammen. Emma und Jettchen Cahn hatten in Essen einen Kurzwarenladen. Am 27. April 1942 mussten sie ins Barackenlager Holbeckshof ziehen. Als sie im Juli 1942 nach Theresienstadt deportiert wurden, waren sie bereits 72 bzw. 70 Jahre alt. Über Adelheid Dublon, die mit im Haushalt gelebt hatte und gemeinsam mit ihnen deportiert wurde, ist nichts Weiteres bekannt. |
| Haus-Berge-Straße 204 ·     | 13. Apr. 2006 | HIER WOHNTE ADELHEID DUBLON JG. 1908 DEPORTIERT 1942 ERMORDET IN THERESIENSTADT                                                                                               |      | Emma Cahn (* 20. März 1870 in Erle) und Jettchen Chan (* 4. Juni 1872 in Erle) wohnten mit Adelheid Dublon (* 17. November 1908) zusammen. Emma und Jettchen Cahn hatten in Essen einen Kurzwarenladen. Am 27. April 1942 mussten sie ins Barackenlager Holbeckshof ziehen. Als sie im Juli 1942 nach Theresienstadt deportiert wurden, waren sie bereits 72 bzw. 70 Jahre alt. Über Adelheid Dublon, die mit im Haushalt gelebt hatte und gemeinsam mit ihnen deportiert wurde, ist nichts Weiteres bekannt. |
| Helenenstraße 154           | 13. Apr. 2006 | HIER WOHNTE ERWIN KAROOS JG. 1923 ZEUGE JEHOVAS 'WEHRDIENST VERWEIGERT' VERHAFTET 18.4.1942 GEFÄNGNIS BERLIN VERURTEILT 6.8.1942 HINGERICHTET 17.9.1942 ZUCHTHAUS BRANDENBURG |      | Aufgrund eines größeren Bauprojektes in und an der Straße ist der Stolperstein 46 nicht verlegt. (Stand Oktober 2021) |
| Theodor-Hartz-Straße 8–10 · | 24. Jan. 2006 | HIER WOHNTE ENGELBERT AYON JG. 1925 DEPORTIERT 1942 ERMORDET IN IZBICA |      | Engelbert Ayon (* 8. Mai 1925 in Essen), Sohn von Karl und Katharina Ayon, geborene Fröbens, besuchte ab 1931 die evangelische und auf eigenen Wunsch ab 1933 die jüdische Volksschule in Essen. Am 11. April 1942 wurde er aufgefordert, sich zum „Abtransport in die Ostgebiete“ bereitzuhalten. Am 13. April wurde er von der Hindenburgstraße 22 in Essen über Düsseldorf nach Izbica deportiert. Das letzte Lebenszeichen in Form eines Briefes oder einer Postkarte ist datiert auf den 9. August 1942. Der Todestag wurde im Nachhinein amtlich auf den 8. Mai 1945 festgelegt. |
| Theodor-Hartz-Straße 15 ·   | 23. Mai 2018  | HIER ARBEITETE PATER THEODOR HARTZ JG. 1887 SEIT 1933 VON GESTAPO ÜBERWACHT VERHAFTET 15.4.1942 GEFÄNGNIS TRIER DACHAU ERMORDET 23.8.1942                                     |      | Theodor Hartz (* 2. Januar 1887 in Lutten, Goldenstedt) war ein deutscher Ordensgeistlicher (Salesianer Don Boscos) und Märtyrer. Bereits 1933 protestierte er gegen die tätlichen Angriffe der Hitlerjugend gegen die Heimgruppe des Bundes Neudeutschland. Seither wurde er von der Gestapo beschattet. Am 5. Juni 1942 ordnete das Reichssicherheitshauptamt in Berlin „Schutzhaft“ und Überführung in das Konzentrationslager Dachau an. Er war dort seit 26. Juni 1942 im Priesterblock 26 inhaftiert. Theodor Hartz war den Strapazen der Haft gesundheitlich nicht gewachsen und starb am 23. August 1942 an Entkräftung. |

## Bergeborbeck
| Adresse                    | Verlegedatum  | Inschrift/Name | Bild | Anmerkung |
| -------------------------- | ------------- | --- | ---- | --- |
| Alte Bottroper Straße 82 · | 24. Jan. 2006 | HIER WOHNTE ANTON CRETNIK ZEUGE JEHOVA JG. 1891 VERHAFTET 7.4.1943 1944 KZ DACHAU TODESMARSCH-DACHAU TOT 8.5.1945 |      | Anton Cretnik (* 16. Januar 1891) wurde verdächtigt „in seiner Wohnung konspirative Treffen mit seinen Glaubensbrüdern“ abgehalten und dabei seine Religion als Zeuge Jehovas ausgeübt zu haben. Cretnik wurde am 7. April 1943 verhaftet, verhört, gefoltert und zu fünf Jahren Zuchthaus verurteilt. Am 8. Mai 1945 kam er bei einem Todesmarsch des Konzentrationslagers Dachau um.                                                                    |
| Alte Bottroper Straße 82 · | 24. Jan. 2006 | HIER WOHNTE JOHANN HANSJOSTEN JG. 1927 STANDRECHTLICH ERSCHOSSEN 7.4.1945                                         |      | Die drei Soldaten Johann Hansjosten (* 15. Mai 1927), Helmut Hawes (* 6. April 1927) und Hans van der Mee (* 20. April 1923) waren im April 1945 von ihrem Heimaturlaub nicht mehr zurückgekehrt und begingen Fahnenflucht. Am 4. April 1945 wurden sie von einem Nachbarn angezeigt, verhaftet und zum Tode verurteilt. Sie wurden am 7. April in der Nähe von Essen-Werden standrechtlich erschossen. Paten der Stolpersteine sind SPD und AWO Dellwig. |
| Alte Bottroper Straße 82 · | 24. Jan. 2006 | HIER WOHNTE HELMUT HAWES JG. 1927 STANDRECHTLICH ERSCHOSSEN 7.4.1945                                              |      | Die drei Soldaten Johann Hansjosten (* 15. Mai 1927), Helmut Hawes (* 6. April 1927) und Hans van der Mee (* 20. April 1923) waren im April 1945 von ihrem Heimaturlaub nicht mehr zurückgekehrt und begingen Fahnenflucht. Am 4. April 1945 wurden sie von einem Nachbarn angezeigt, verhaftet und zum Tode verurteilt. Sie wurden am 7. April in der Nähe von Essen-Werden standrechtlich erschossen. Paten der Stolpersteine sind SPD und AWO Dellwig. |
| Alte Bottroper Straße 82 · | 24. Jan. 2006 | HIER WOHNTE HANS VAN DER MEE JG. 1923 STANDRECHTLICH ERSCHOSSEN 7.4.1945                                          |      | Die drei Soldaten Johann Hansjosten (* 15. Mai 1927), Helmut Hawes (* 6. April 1927) und Hans van der Mee (* 20. April 1923) waren im April 1945 von ihrem Heimaturlaub nicht mehr zurückgekehrt und begingen Fahnenflucht. Am 4. April 1945 wurden sie von einem Nachbarn angezeigt, verhaftet und zum Tode verurteilt. Sie wurden am 7. April in der Nähe von Essen-Werden standrechtlich erschossen. Paten der Stolpersteine sind SPD und AWO Dellwig. |
| Alte Bottroper Straße 82 · | 24. Jan. 2006 | HIER WOHNTE JOHANNES UNTERBERG PATER REINHOLD JG. 1893 VERHAFTET SACHSENHAUSEN ERMORDET 23.5.1940                 |      | Johannes Unterberg (* 5. Oktober 1892 in Bottrop) trat 1920 in den Orden der Salvatorianer ein und betrieb Jugendarbeit. Er wurde von der Gestapo verhaftet und ins Konzentrationslager Sachsenhausen gebracht. Pate des Stolpersteins ist die katholische Kirchengemeinde St. Michael Dellwig. |